# Cathédrale de Magliano Sabina
La cathédrale de Magliano Sabina est une église catholique romaine de Magliano Sabina, en Italie. Il s'agit d'une cocathédrale du diocèse suburbicaire de Sabina-Poggio Mirteto.